# Paul Kennerley
Paul Kennerley, né à Hoylake (Merseyside) le 1948, est un chanteur-compositeur, musicien et producteur britannique.